# Florencia Lozano
Florencia Lozano (* 16. Dezember 1969 in Princeton, New Jersey) ist eine US-amerikanische Schauspielerin.

## Leben und Leistungen
Die Eltern von Lozano wanderten in die Vereinigten Staaten aus Argentinien ein. Sie studierte zuerst an der Brown University, später schloss sie ein Schauspielstudium an der New York University ab. Die Schauspielerin debütierte in der Fernsehserie Liebe, Lüge, Leidenschaft, in der sie in den Jahren 1997 bis 2013 spielte. Diese Rolle brachte ihr in den Jahren 1998, 1999 und 2000 Nominierungen für den ALMA Award; im Jahr 1998 wurde sie für den Soap Opera Digest Award nominiert.
Im Filmdrama Bittersweet Place (2005) trat Lozano an der Seite von Seymour Cassel auf. Im Thriller Verführung einer Fremden (2007) spielte sie neben Halle Berry und Bruce Willis eine der größeren Rollen.

## Filmografie (Auswahl)
- 1997–2013: Liebe, Lüge, Leidenschaft (One Life to Live, Fernsehserie)
- 2003, 2007: Criminal Intent – Verbrechen im Visier (Law & Order: Criminal Intent, Fernsehserie, zwei Folgen)
- 2004: The Jury (Fernsehserie, eine Folge)
- 2005: Bittersweet Place
- 2007: Verführung einer Fremden (Perfect Stranger)
- 2007: Gossip Girl (Fernsehserie, Pilotfolge)
- 2007: Law & Order: Special Victims Unit (Fernsehserie, eine Folge)
- 2008: Lipstick Jungle (Fernsehserie, eine Folge)
- 2008: Deception – Tödliche Versuchung (Deception)
- 2008: Alles Betty! (Ugly Betty, Fernsehserie, eine Folge)
- 2009: 2B
- 2009: Veronika beschließt zu sterben (Veronika Decides to Die)
- 2009: The Ministers – Mein ist die Rache (The Ministers)
- 2010: Royal Pains (Fernsehserie, eine Folge)
- 2010: Blue Bloods – Crime Scene New York (Blue Bloods, Fernsehserie, eine Folge)
- 2011: Remember (Kurzfilm)
- 2012: General Hospital (Fernsehserie, 19 Folgen)
- 2013: Life of Crime
- 2013: 7E
- 2022: Bull (Fernsehserie)
- 2022: Keep Breathing (Fernsehserie, 6 Folgen)